# Vegakameratene 2008-2009
Questa voce raccoglie le informazioni riguardanti il Vegakameratene nelle competizioni ufficiali della stagione 2008-2009.

## Stagione
Il Vegakameratene ha partecipato alla Eliteserien, primo campionato norvegese riconosciuto dalla Norges Fotballforbund. La squadra ha chiuso l'annata al 4º posto finale.

## Rosa
| N° | Naz.                | Ruolo | Sportivo               | Anno     |  |  |
| -- | ------------------- | ----- | ---------------------- | -------- |  |  |
|    | Norvegia (bandiera) | DIF   | Jan Are Klaussen       | 15.05.86 |  |  |
|    | Norvegia (bandiera) | DIF   | Lars Magnus Klaussen   | 31.12.90 |  |  |
|    | Norvegia (bandiera) | DIF   | Tor Christian Klaussen | 14.05.80 |  |  |
|    | Norvegia (bandiera) | PIV   | Thomas Klaussen        | 11.03.88 |  |  |

## Risultati

### Eliteserien

#### Girone di andata
| 29 novembre 2008, ore 12:00 1ª giornata | Vegakameratene   | 7 – 6 referto | Solør | \| Arbitro: \| Bjørndalen Røang \| |
| Arbitro:                                | Bjørndalen Røang |               |       |                                    |

| 29 novembre 2008, ore 20:00 2ª giornata | Bogstadveien | 1 – 7 referto | Vegakameratene | \| Arbitro: \| Petkovic \| |
| Arbitro:                                | Petkovic     |               |                |                            |

| 30 novembre 2008, ore 12:00 3ª giornata | Vegakameratene | 4 – 2 referto | Fyllingsdalen | \| Arbitro: \| Sjelle \| |
| Arbitro:                                | Sjelle         |               |               |                          |

| 13 dicembre 2008, ore 14:00 4ª giornata | Vegakameratene | 3 – 12 referto | Nidaros | \| Arbitro: \| Rafiq (Oslo) \| |
| Arbitro:                                | Rafiq (Oslo)   |                |         |                                |

| 13 dicembre 2008, ore 20:00 5ª giornata | Horten          | 5 – 5 referto | Vegakameratene | \| Arbitro: \| Konstali Randen \| |
| Arbitro:                                | Konstali Randen |               |                |                                   |

| 14 dicembre 2008, ore 14:00 6ª giornata | Vegakameratene | 2 – 5 referto | Sandefjord | \| Arbitro: \| Hanssen \| |
| Arbitro:                                | Hanssen        |               |            |                           |

| 3 gennaio 2009, ore 12:00 7ª giornata | Harstad | 4 – 8 referto | Vegakameratene | \| Arbitro: \| Sjelle \| |
| Arbitro:                              | Sjelle  |               |                |                          |

| 3 gennaio 2009, ore 20:00 8ª giornata | Vegakameratene  | 1 – 4 referto | KFUM Oslo | \| Arbitro: \| Konstali Randen \| |
| Arbitro:                              | Konstali Randen |               |           |                                   |

| 4 gennaio 2009, ore 14:00 9ª giornata | Holmlia | 3 – 1 referto | Vegakameratene | \| Arbitro: \| Myhren \| |
| Arbitro:                              | Myhren  |               |                |                          |

#### Girone di ritorno
| 17 gennaio 2009, ore 12:00 10ª giornata | Solør        | 1 – 5 referto | Vegakameratene | \| Arbitro: \| Rafiq (Oslo) \| |
| Arbitro:                                | Rafiq (Oslo) |               |                |                                |

| 17 gennaio 2009, ore 20:00 11ª giornata | Vegakameratene   | 5 – 2 referto | Bogstadveien | \| Arbitro: \| Bjørndalen Røang \| |
| Arbitro:                                | Bjørndalen Røang |               |              |                                    |

| 18 gennaio 2009, ore 12:00 12ª giornata | Fyllingsdalen | 2 – 8 referto | Vegakameratene |  |

| 24 gennaio 2009, ore 14:00 13ª giornata | Nidaros      | 7 – 5 referto | Vegakameratene | \| Arbitro: \| Rafiq (Oslo) \| |
| Arbitro:                                | Rafiq (Oslo) |               |                |                                |

| 24 gennaio 2009, ore 20:00 14ª giornata | Vegakameratene | 8 – 1 referto | Horten | \| Arbitro: \| Hussain \| |
| Arbitro:                                | Hussain        |               |        |                           |

| 25 gennaio 2009, ore 12:00 15ª giornata | Sandefjord       | 4 – 7 referto | Vegakameratene | \| Arbitro: \| Bjørndalen Røang \| |
| Arbitro:                                | Bjørndalen Røang |               |                |                                    |

| 25 gennaio 2009, ore 12:00 15ª giornata | Sandefjord       | 4 – 7 referto | Vegakameratene | \| Arbitro: \| Bjørndalen Røang \| |
| Arbitro:                                | Bjørndalen Røang |               |                |                                    |

| 14 febbraio 2009, ore 12:00 16ª giornata | Vegakameratene | 8 – 3 referto | Harstad | \| Arbitro: \| Steen (Bergen) \| |
| Arbitro:                                 | Steen (Bergen) |               |         |                                  |

| 14 febbraio 2009, ore 12:00 17ª giornata | KFUM Oslo | 3 – 2 referto | Vegakameratene |  |

| 15 febbraio 2009, ore 12:00 18ª giornata | Vegakameratene            | 10 – 1 referto | Holmlia | \| Arbitro: \| Bjørndalen Røang (Bergen) \| |
| Arbitro:                                 | Bjørndalen Røang (Bergen) |                |         |                                             |